# 别列尼科耶农村居民点
别列尼科耶农村居民点（俄语：Белянское сельское поселение）是俄罗斯联邦别尔哥罗德州鲍里索夫卡区所属的一个农村居民点。其下辖有3个居民点，行政中心为别列尼科耶。据2016年统计，该农村居民点的人口为2303人。